# Андорнактайя
А́ндорнактайя (венг. Andornaktálya [ˈɒndornɒktaːjɒ]) — деревня в Венгрии, в регионе Северная Венгрия, в медье Хевеш, в Эгерском яраше.

## Расположение
Находится в географическом регионе Северовенгерские горы, у самых южных подножий центральной территории горного массива Бюкк, в Эгерском Подгорье Бюкка, в долине реки Эгер. Располагается между Эгером и Надьтайей, практически полностью слившись с Эгером. Тип населённого пункта: холмистая квартальная деревня. Длиной почти в 5 километров. По западной окраине села проходит железнодорожная линия Фюзешабонь-Эгер. На железной дороге функционирует уже только один остановочный пункт Андорнактайя, находящийся в квартале Киштайя, а тот, что находится в квартале Андорнак, больше не используется.

## Происхождение названия
В названии присутствует слово «tálya» («тайя»), происходящее от французского «taille» (резка, вырубка), вероятно, указывает на то, что валлонские переселенцы выкорчёвывали растительность на склонах холмов перед посадкой виноградников (к этому значению также относится название земпленского села Тайя). В XI веке валлоны прибыли в Венгрию с окрестностей Льежа, и в окрестностях Эгера освоили виноградарство.

## История
Андорнактайя была основана 27 сентября 1939-го года при слиянии Андорнака и Киштайи. До 1945 относилась к Мезёкёвешдскому ярашу комитата Боршод.
Киштайя упоминается впервые в 1382, была во владении эгерского пробста вплоть до XX века.
В 1552, во время первой осады Эгера население деревень скрывалось в вырубленных в близлежащем риолитовом туфе скальных жилищах. Впоследствии населённые пункты опустели, затем были вновь заселены (Андорнак в 1564, Киштайя приблизительно в 1690). Ещё позже в период восстания Ракоци скальные жилища служили укрытием для местных жителей.
В бывшем селе Андорнак в феврале 1844 написал своё стихотворение «У Эгера» Шандор Петёфи, когда останавливался здесь по пути в Эгер.
В 1916 году в Андорнаке умер Лайош Мочари, прогрессивный политик-демократ.
Населённый пункт располагается в эгерском винном крае, поэтому местные жители традиционно занимаются здесь земледелием, виноделием. В настоящее время расширяющаяся территория Эгера частично превратила Андорнактайю в свой пригород, откуда значительная часть жителей ездит работать в административный центр медье.

### Национальный состав
Национальный состав населения Андорнактайи, согласно переписи населения 2001: венгры — 99 %, словаки — 1 %.

## Достопримечательности
- Особняк Мочари: в стиле классицизма, построен по планам Марко Касагранде, в настоящее время дом реабилитации людей с ограниченными возможностями.
- Садовая глориетта («купол»).
- Римская католическая церковь: построена на месте ранее снесённой церкви между 1767 и 1779; освящена в честь Богородицы; в стиле позднего барокко.
- Трактир Жёлтого Еврея: здесь Петёфи написал своё стихотворение У Эгера, уже снесён. Находился на месте современного адреса по улице Ракоци, д. 255.[5]
- Система погребов и скальные хижины: по легенде можно было пройти по ним до самого Мишкольца.

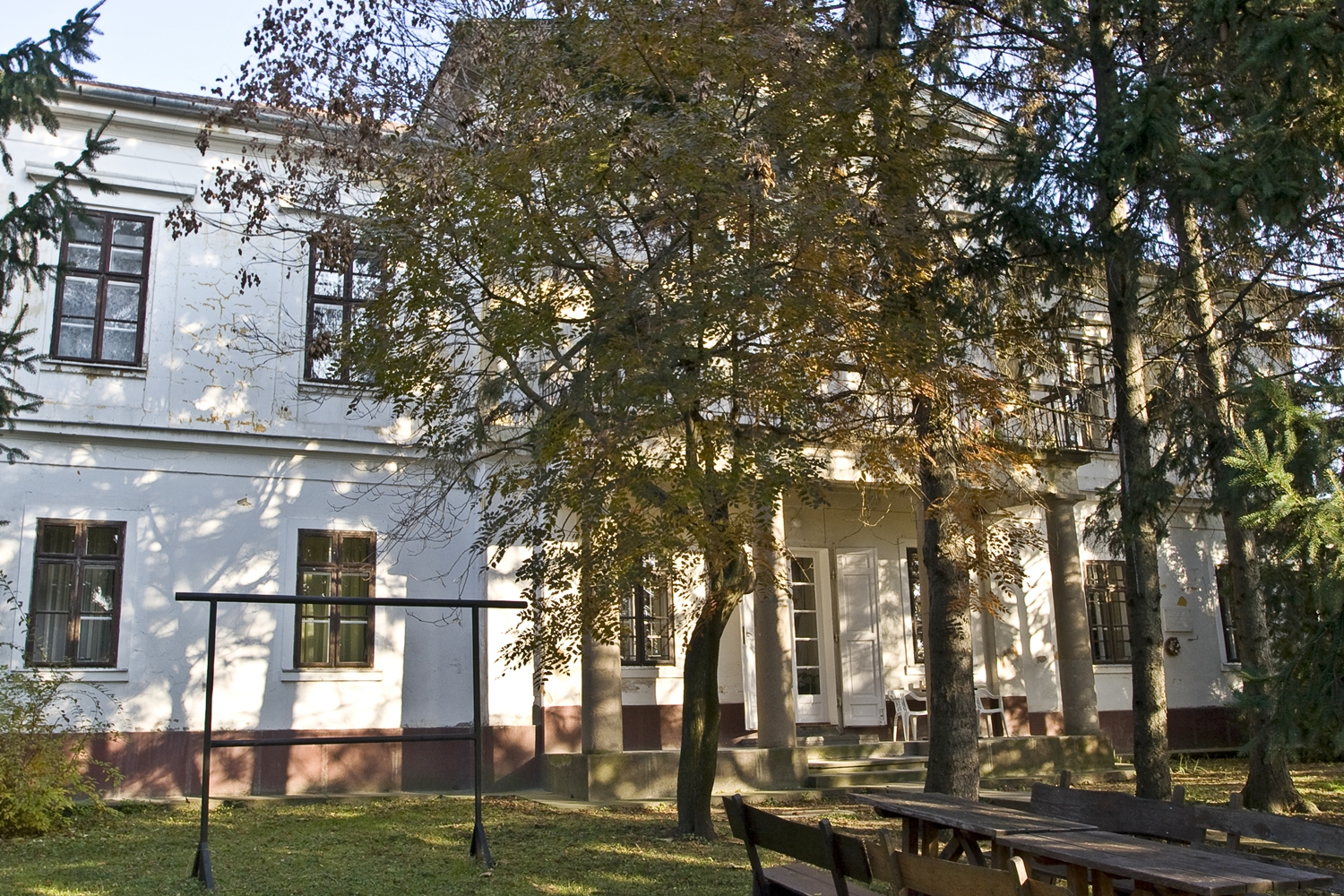
Главный фасад особняка
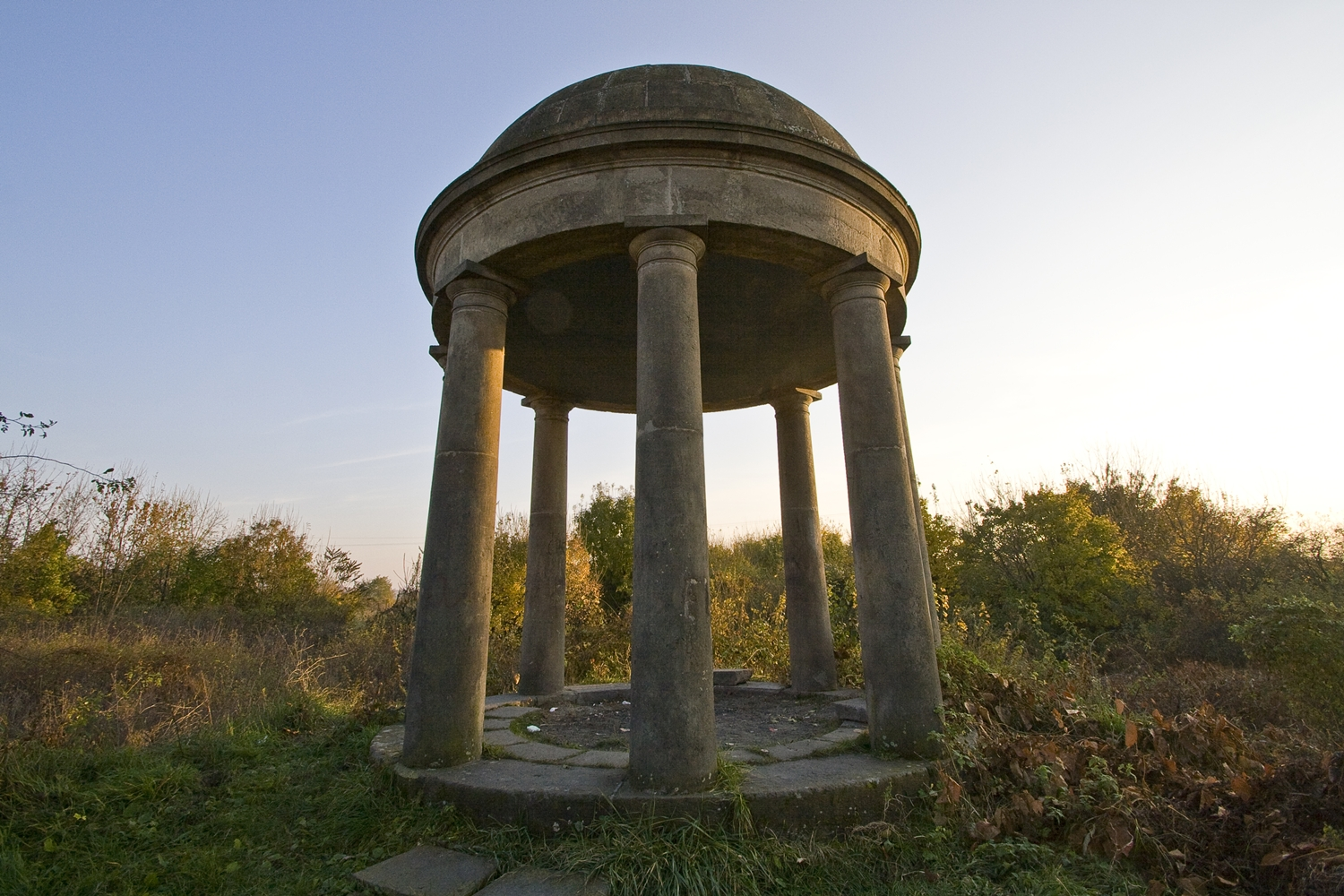
Глориетта на месте бывших владений Мочари
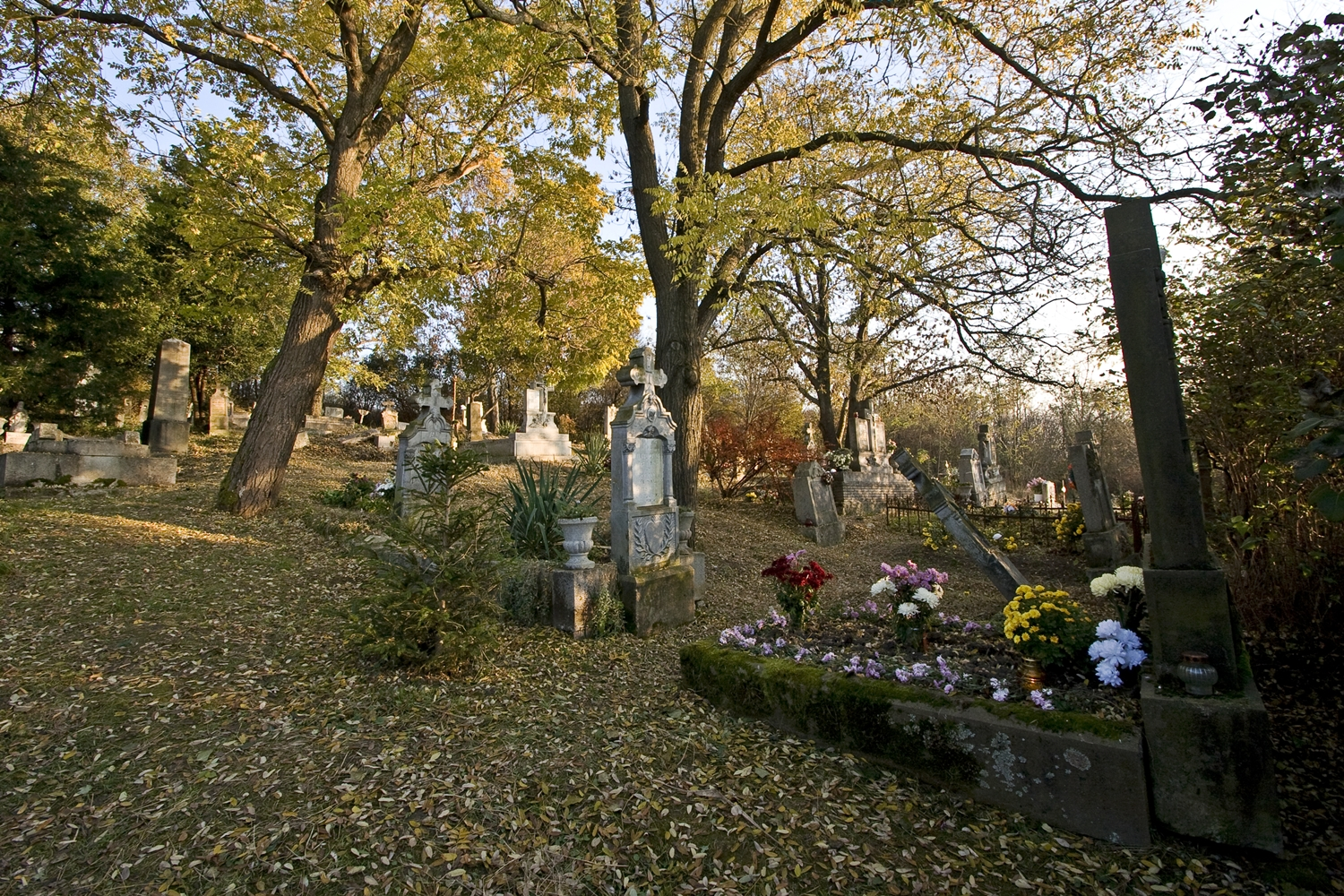
Старое кладбище
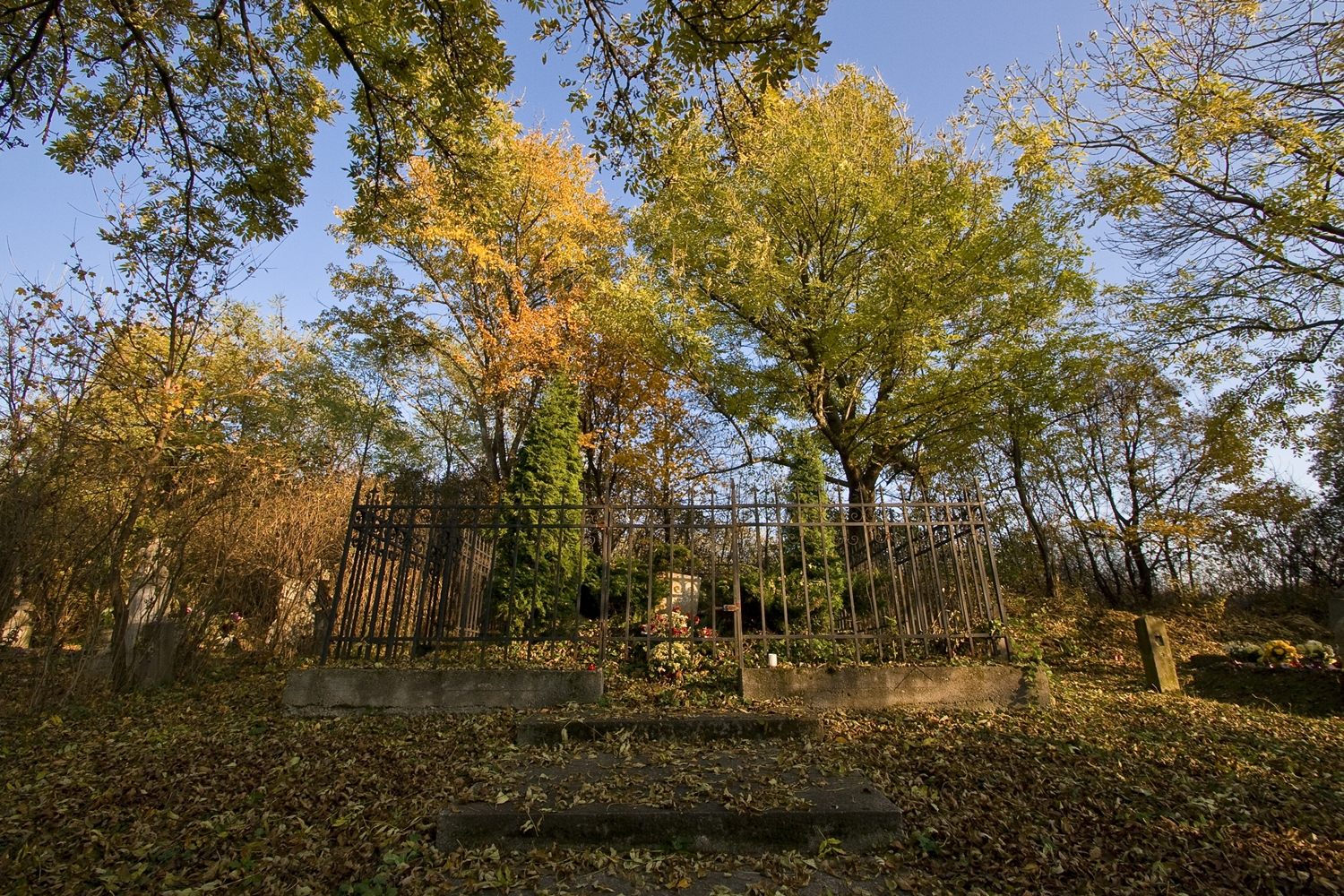
Могила Мочари на старом андорнактайском кладбище

## Население
| Год  | Численность | Численность |
| ---- | ----------- | ----------- |
| 2013 | 2713        | [ 6 ]       |
| 2014 | 2653        | [ 7 ]       |
| 2015 | 2604        | [ 8 ]       |
| 2021 | 2643        | [ 9 ]       |
| 2022 | 2641        | [ 10 ]      |
| 2023 | 2645        | [ 11 ]      |
| 2024 | 2603        | [ 2 ]       |